# آلویس مولر
آلویس مولر (آلمانی: Alois Müller؛ زادهٔ ۷ ژوئن ۱۸۹۰ - درگذشته نامشخص) بازیکن فوتبال اهل اتریش بود.